# 라스트 신데렐라
《라스트♡신데렐라》(일본어: ラスト♡シンデレラ)는 2013년 4월 11일부터 6월 20일까지 후지 TV 목요극장 시간대에 방송된 일본의 텔레비전 드라마이다. 주연은 시노하라 료코.

## 등장인물

### 주요 인물
토오야마 사쿠라 (39) - 시노하라 료코
헤어 살롱 〈HAPPY GO LUCKY 키치죠지점〉 부점장.
사에키 히로토 (24) - 미우라 하루마
사에키는 라이더 네임으로, 본성은 오오가미. BMX 라이더.
타치바나 린타로 (39) - 후지키 나오히토
헤어 살롱 〈HAPPY GO LUCKY 키치죠지점〉 점장.
오오가미 치요코 (23) - 나나오
〈오오가미 코포레이션〉 사장의 따님.
타케노우치 미키 (42) - 오오츠카 네네
사쿠라의 친구. 기혼자.
하세가와 시마 (44) - 이이지마 나오코
사쿠라의 친구. 짐 트레이너.

### HAPPY GO LUCKY 키치죠지점
카시와기 토모노리 (25) - NAOTO
어시스턴트.
마츠오 노조미 (26) - 타키자와 사오리
어시스턴트 리더.
시바타 하루코 (20) - 히라타 카오루
신인 어시스턴트.
타케하라 미도리 - 오오타 노조미
신인 어시스턴트.
하기와라 토시오 - 카자마 토오루
경영자.

### 타케노우치가(家)
타케노우치 코헤이 (41) - 엔도 쇼조
미키의 남편. 생명 보험 파이낸셜 플래너.
타케노우치 사키 - 요시네 쿄코
미키와 코헤이의 딸.
타케노우치 쇼 - 사사하라 나오키
미키와 코헤이의 아들.
타케노우치 세츠코 (68) - 노가와 유미코
코헤이의 어머니.

### 그 외
엔도 켄이치 (44) - 하시모토 사토시
린타로의 소꿉친구.

## 스태프
- 각본 - 나카타니 마유미
- 음악 - 한자와 타케시
- 연출 - 타나카 료, 히라노 신
- 주제가 - 케라케라 〈스타 러브레이션〉 (유니버설 시그마)
- 삽입곡 - Rihwa 〈Last Love〉 (TOY'S FACTORY)
- 프로듀스 - 나카노 토시유키
- 제작 저작 - 후지 TV

## 방송 일자
| 각 화                                                       | 방송일          | 부제                                                         | 연출      | 시청률 |
| ----------------------------------------------------------- | --------------- | ------------------------------------------------------------ | --------- | ------ |
| 제1화                                                       | 2013년 4월 11일 | 아저씨 여자가 사랑을 음란한 왕자님 등장 서투른 사랑 시작된다 | 타나카 료 | 13.3%  |
| 제2화                                                       | 4월 18일        | 사랑과 인생의 대역전!! 연하남은 왕자님!?                     | 타나카 료 | 14.4%  |
| 제3화                                                       | 4월 25일        | 아저씨 여자의 대분투!? 둘만의 밤으로…!!                      | 타나카 료 | 14.4%  |
| 제4화                                                       | 5월 2일         | 금단의 키스                                                  | 히라노 신 | 14.5%  |
| 제5화                                                       | 5월 9일         | 뛰어나가기 시작한 마음…!! 사랑의 앞에 있는 충격!!            | 히라노 신 | 14.9%  |
| 제6화                                                       | 5월 16일        | 대파란!! 일촉즉발의 삼각 관계!!                              | 타나카 료 | 15.0%  |
| 제7화                                                       | 5월 23일        | 안 되는 kiss                                                 | 히라노 신 | 15.7%  |
| 제8화                                                       | 5월 30일        | 안녕…그리고, 고마워                                          | 타나카 료 | 14.8%  |
| 제9화                                                       | 6월 6일         | 나는 네가 좋아                                               | 히라노 신 | 15.9%  |
| 제10화                                                      | 6월 13일        | 너는 내가 지킨다                                             | 타나카 료 | 16.1%  |
| 최종화                                                      | 6월 20일        | 내가 택하는 왕자님                                           | 타나카 료 | 17.8%  |
| 평균 시청률 15.2% (시청률은 칸토 지구·비디오 리서치사 조사) |                 |                                                              |           |        |